# Elaine Shepard
Elaine Shepard (Olney, 3 aprile 1913 – New York City, 6 settembre 1998) è stata un'attrice e giornalista statunitense.

## Biografia
Dopo il divorzio dei genitori si diplomò nel McKendree College di Lebanon, nell'Illinois, e lavorò da dattilografa. Perduto il lavoro, si trasferì con la madre a San Diego, in California, e vi lavorò come barista, cassiera in un cinema e modella. Notata dalla moglie di un produttore cinematografico, passò a Hollywood e dopo un periodo di lavoro come da ballerina di fila, nel 1936 esordì al cinema con una parte di primo piano nel serial Darkest Africa, seguito dal dramma I Cover Chinatown, diretto da Norman Foster. Fu poi la protagonista femminile dei due B-western Law of the Ranger e The Fighting Texan, ai quali seguì un rapido declino, con anonime apparizioni in pochi film.
Alla fine del 1937 sposò il dottor Terry Hunt e nel 1939 passò alla RKO ottenendo una piccola parte in You Can't Fool Your Wife, con Lucille Ball e James Ellison, e un'altra, più consistente, nel modesto The Falcon in Danger, con Jean Brooks. Dopo aver divorziato nel 1940 ed essersi risposata nel 1943, nel 1944 partecipò al musical Seven Days Ashore, dove Elaine duetta con Gordon Oliver. Lasciata la RKO, con la MGM ebbe due piccole parti in Missione segreta e nel musical Ziegfeld Follies, del 1945.
Con il marito, consulente di società di trasporto aereo, visse dal 1949 a Istanbul e in questo periodo si recò in Italia per prendere parte al film di Giuseppe Maria Scotese Fiamme sulla laguna, con Lea Padovani e Leonardo Cortese, dopo il quale lasciò il cinema, stabilendosi col marito a Washington. Introdotta nei circoli mondani, giocatrice di bridge e di poker, prese a lavorare come giornalista freelance, intervistando personalità come i presidenti Eisenhower, Nehru, Duvalier e Fidel Castro, e altre della politica e della cronaca (come Jurij Gagarin).
Divorziata nel 1958, nel 1962 pubblicò, riguardo alle proprie esperienze, il libro Forgive Us Our Press Passes e nel 1967, dopo essere stata a lungo in Vietnam, The Doom Pussy, che racconta la guerra dal punto di vista degli aviatori americani impegnati nel conflitto.
Dagli anni settanta visse a New York City, dove morì nel 1998, a 85 anni.

## Filmografia parziale
- Darkest Africa (1936)
- I Cover Chinatown (1936)
- Law of the Ranger (1937)
- The Fighting Texan (1937)
- La via dell'impossibile (1937)
- Night 'n' Gales (1937)
- You Can't Fool Your Wife (1940)
- Il Falco in pericolo (The Falcon in Danger), regia di William Clemens (1943)
- Seven Days Ashore (1944)
- Fiamme sulla laguna (1951)

## Opere
- Forgive Us Our Press Passes (1962)
- The Doom Pussy (1967)